# Hyouken no Majutsushi ga Sekai wo Suberu
Hyouken no Majutsushi ga Sekai wo Suberu là tác phẩm light novel Nhật Bản của Mikoshiba Nana.

## Tổng quan
Tác phẩm đã được đăng dài kỳ trên trang web Shōsetsuka ni Narō từ 25 tháng 10, 2019 và được xuất bản dưới ấn hiệu Kodansha Ranobe Bunko của Kodansha bắt đầu từ ngày 2 tháng 7 năm 2020. Minh hoạ bởi Korie Riko.
Phiên bản chuyển thể sang manga của Sasaki Norihito được đăng dài kỳ từ 24 tháng 6, 2020 tại trang web Magazine Pocket (Kodansha). Phiên bản chuyển thể thành anime truyền hình được phát sóng từ tháng 1 đến tháng 3 năm 2023.

## Nhân vật
Danh sách nhân vật này không đầy đủ và diễn viên lồng tiếng của anime truyền hình.
Ray White
Lồng tiếng bởi: Enoki Junya, Kugimiya Rie (Ray White lúc nhỏ và Lily White)
Amelia Rose
Lồng tiếng bởi: Saeki Iori
Elisa Griffith
Lồng tiếng bởi: Harumura Nana
Rebecca Bradley
Lồng tiếng bởi: Waki Azumi
Claris Cleveland
Lồng tiếng bởi: Hondo Kaede
Ariane Algren
Lồng tiếng bởi: Sekine Akira
Lydia Ainsworth
Lồng tiếng bởi: Tanezaki Atsumi
Abbie Garnet
Lồng tiếng bởi: Mori Nanako
Carol Caroline
Lồng tiếng bởi: Uchida Maaya
Evi Armstrong
Lồng tiếng bởi: Umehara Yuuichirou
Helena Grady
Lồng tiếng bởi: Taichi You
Dina Sera
Lồng tiếng bởi: Fujimura Konomi
Carla Hale
Lồng tiếng bởi: Michii Haruka
Lex Hale
Lồng tiếng bởi: Hiyama Nobuyuki
Albert Alium
Lồng tiếng bởi: Amasaki Kouhei
Wanda
Lồng tiếng bởi: Mori Chisato
Tiana Olgren
Lồng tiếng bởi: Anzai Yukari
Maria Bradley
Lồng tiếng bởi: Aoki Shiki

## TV Anime
Ngày 28 tháng 4 năm 2022, phiên bản chuyển thể sang anime truyền hình được thông báo. Bộ phim được phát sóng trên TBS TV, BS11 và các phương tiện phát trực tuyến khác tại Nhật Bản từ tháng 1 đến tháng 3 năm 2023. Tại Việt Nam, bộ phim được phát ở trên Bilibili từ ngày 6 tháng 1 đến ngày 24 tháng 3 năm 2023.

### Nhân viên
- Nguyên tác - Mikoshiba Nana[4]
- Bản gốc nhân vật - Korie Riko[4]
- Manga - Sasaki Norihito[4]
- Đạo diễn, biên kịch series, đạo diễn âm thanh - Takata Masahiro[4]
- Kịch bản - Takata Masahiro, Nagase Takahiro, Shimoyama Koutarou, Shinozuka Tomoko[4]
- Thiết kế nhân vật - Shimojima Makoto[4]
- Tổng đạo diễn hoạt hoạ - Shimojima Makoto, Takemoto Itsuki[4]
- Thiết kế nhân vật phụ - Takemoto Itsuki, Wang Guonian[4]
- Thiết kế quái vật, đạo cụ - Iwanaga Yoshinori[4]
- Đạo diễn nghệ thuật - Kojima Ayumi (Studio Recess)[4]
- Thiết lập nghệ thuật - Okumura Yasuhiro (Studio Recess)[4]
- Thiết kế màu sắc - Nakao Fusako (Wish)[4]
- Đạo diễn 3D - Eda Keiichi (Chiptune)[4]
- Đạo diễn hình ảnh - Uchida Natsumi (Animocaramel)[4]
- Biên tập - Jinguji Yumi (Chiptune)[4]
- Sản xuất âm thanh - Bit grooove promotion[4]
- Âm nhạc - Saiki Tatsuhiko, Tabuchi Natsumi[4]
- Sản xuất âm nhạc - Nichion[4]
- Nhà sản xuất âm nhạc - Mizuta Daisuke
- Nhà sản xuất hoạt họa - Nakatani Satoshi
- Giám sát sản xuất hoạt họa/Hãng phim - Yokohama Animation Lab[4]
- Hãng phim - Cloud Hearts[4]

### Bài hát chủ đề
「Dystopia」Sizuk
Chủ đề mở đầu "Dystopia" hát bởi AYAME (from AliA). Soạn nhạc bởi Shunryuu. Sáng tác lời bởi Fujibayashi Shōko. Biên khúc bởi Kanda John.
「ラウドへイラー」内田真礼
Chủ đề kết thúc "Loudhaler" hát bởi Uchida Maaya. Biên khúc bởi Shirato Yūsuke. Sáng tác lời, soạn nhạc bởi Watanabe Shou.

### Danh sách các tập
| #                                      | Tựa đề | Kịch bản           | Phân cảnh                     | Đạo diễn        | Tổng đạo diễn hoạt họa | Ngày phát sóng tiếng Nhật |
| -------------------------------------- | --- | ------------------ | ----------------------------- | --------------- | ---------------------- | ------------------------- |
| 1                                      | Chàng phù thủy mạnh nhất thế giới đã ghi danh vào học viện phép thuật (世界最強の魔術師である少年は、魔術学院に入学する) | Takata Masahiro    | Takata Masahiro               | Uchibori Masato | Shimojima Makoto       | Ngày 6 tháng 1 năm 2023   |
| 2                                      | Chàng phù thủy mạnh nhất thế giới bắt đầu diễn tập (世界最強の魔術師である少年は、演習を開始する)                        | Nagase Takahiro    | Nakatsu Tamaki                | Nakatsu Tamaki  | Takemoto Itsuki        | Ngày 13 tháng 1           |
| 3                                      | Chàng phù thủy mạnh nhất thế giới tận hưởng kỳ nghỉ (世界最強の魔術師である少年は、休日を謳歌する)                       | Shimoyama Koutarou | Iwanaga Daiji                 | Yokono Mitsuyo  | Nishida Miyako         | Ngày 20 tháng 1           |
| 4                                      | Chàng phù thủy mạnh nhất thế giới giải phóng sức mạnh ẩn giấu (世界最強の魔術師である少年は、秘めた力を解放する)         | Shinozuka Tomoko   | Naitou Mea                    | Shin Jae ik     | Takemoto Itsuki        | Ngày 27 tháng 1           |
| 5                                      | Chàng phù thủy mạnh nhất thế giới gặp nhau trên chiến trường (世界最強の魔術師である少年は、戦場で邂逅する)              | Takata Masahiro    | Takata Masahiro               | Mutou Nobuhiro  | -                      | Ngày 3 tháng 2            |
| 6                                      | Chàng phù thủy mạnh nhất thế giới đeo mặt nạ (世界最強の魔術師である少年は、仮面を装着する)                              | Shinozuka Tomoko   | Ibata Yoshihide               | Ibata Yoshihide | Takemoto Itsuki        | Ngày 10 tháng 2           |
| 7                                      | Chàng phù thủy mạnh nhất thế giới lẻn vào học viện phép thuật (世界最強の魔術師である少女は、魔術学院に潜入する)         | Nagase Takahiro    | Nakatsu Tamaki                | Ibata Yoshihide | Shimojima Makoto       | Ngày 17 tháng 2           |
| 8                                      | Chàng phù thủy mạnh nhất thế giới và đóa hồng khích lệ (世界最強の魔術師である少年は、薔薇を鼓舞する)                    | Nagase Takahiro    | Ibata Yoshihide               | Takata Masahiro | Takemoto Itsuki        | Ngày 24 tháng 2           |
| 9                                      | Chàng phù thủy mạnh nhất thế giới phá bỏ trói buộc của thần chú (世界最強の魔術師である少年は、呪縛を解放する)           | Shinozuka Tomoko   | Ibata Yoshihide               | Kawabe Shinya   | -                      | Ngày 3 tháng 3            |
| 10                                     | Chàng phù thủy mạnh nhất thế giới chuẩn bị quán trà cô hầu gái (世界最強の魔術師である少年は、メイド喫茶を準備する)      | Takata Masahiro    | Naitou Mea                    |                 | Takemoto Itsuki        | Ngày 10 tháng 3           |
| 11                                     | CHÀNG PHÙ THỦY MẠNH NHẤT THẾ GIỚI CỘNG HƯỞNG VỚI QUÁ KHỨ (世界最強の魔術師である少年は、過去と共鳴する)                  | Takata Masahiro    | Mutou Nobuhiro                | Mutou Nobuhiro  | -                      | Ngày 17 tháng 3           |
| 12                                     | CHÀNG PHÙ THỦY MẠNH NHẤT THẾ GIỚI MỞ CỬA CHÂN LÝ (世界最強の魔術師である少年は、真理世界を斬り啓く)                      | Takata Masahiro    | Takata Masahiro Iwanaga Daiji | Takata Masahiro | -                      | Ngày 24 tháng 3           |
| Tựa đề tiếng Việt được lấy từ Bilibili | |                    |                               |                 |                        |                           |

### Web Radio
Chương trình có tựa đề Arnold Majutsu Gakuin Kouhoubu được phát hành trên Onsen từ ngày 23 tháng 12 năm 2022 (và cũng có sẵn trên Nico Nico Video, Trang web chính thức của anime và kênh YouTube TBS Animation) những người tham gia dẫn chương trình là các nữ diễn viên lồng tiếng trong phiên bản Anime truyền hình và họ tham gia không cố định theo mỗi lần. Lần thứ nhất là một chương trình đặc biệt đã được quyết định tổ chức để người xem cùng người dẫn chương trình tìm hiểu thêm về "Pháp sư kiếm băng" được phát trực tiếp ngày 23 tháng 12 năm 2023.

### Light novel
| # | Ngày phát hành tiếng Nhật | ISBN tiếng Nhật   | Ng     |
| - | ------------------------- | ----------------- | ------ |
| 1 | 02 tháng 07, 2020         | 978-4-06-519122-4 | [ 13 ] |
| 2 | 02 tháng 11, 2020         | 978-4-06-521330-8 | [ 14 ] |
| 3 | 02 tháng 07, 2021         | 978-4-06-523715-1 | [ 15 ] |
| 4 | 02 tháng 12, 2021         | 978-4-06-526059-3 | [ 16 ] |
| 5 | 02 tháng 05, 2022         | 978-4-06-527988-5 | [ 17 ] |
| 6 | 03 tháng 10, 2022         | 978-4-06-529631-8 | [ 18 ] |
| 7 | 28 tháng 12, 2022         | 978-4-06-530553-9 | [ 19 ] |
| 8 | 1 tháng 12, 2023          | 978-4-06-534087-5 | [ 20 ] |

### Manga
| #  | Tựa đề | Tiếng Nhật                 | Tiếng Nhật               | Tiếng Nhật        |
| #  | Tựa đề | Ngày xuất bản lần đầu tiên | Ngày phát hành           | ISBN              |
| -- | --- | -------------------------- | ------------------------ | ----------------- |
| 1  | Hyouken no Majutsushi ga Sekai wo Suberu: Sekai Saikyou no Majutsushi de Aru Shounen wa, Majutsu Gakuin ni Nyuugaku Suru (1)  | Ngày 9 tháng 11 năm 2020   | Ngày 9 tháng 11 năm 2020 | 978-4-06-521300-1 |
| 2  | Hyouken no Majutsushi ga Sekai wo Suberu: Sekai Saikyou no Majutsushi de Aru Shounen wa, Majutsu Gakuin ni Nyuugaku Suru (2)  | Ngày 8 tháng 1 năm 2021    | Ngày 8 tháng 1 năm 2021  | 978-4-06-522521-9 |
| 3  | Hyouken no Majutsushi ga Sekai wo Suberu: Sekai Saikyou no Majutsushi de Aru Shounen wa, Majutsu Gakuin ni Nyuugaku Suru (3)  | Ngày 9 tháng 4 năm 2021    | Ngày 9 tháng 4 năm 2021  | 978-4-06-522876-0 |
| 4  | Hyouken no Majutsushi ga Sekai wo Suberu: Sekai Saikyou no Majutsushi de Aru Shounen wa, Majutsu Gakuin ni Nyuugaku Suru (4)  | Ngày 9 tháng 7 năm 2021    | Ngày 9 tháng 7 năm 2021  | 978-4-06-524018-2 |
| 5  | Hyouken no Majutsushi ga Sekai wo Suberu: Sekai Saikyou no Majutsushi de Aru Shounen wa, Majutsu Gakuin ni Nyuugaku Suru (5)  | Ngày 9 tháng 9 năm 2021    | Ngày 9 tháng 9 năm 2021  | 978-4-06-524826-3 |
| 6  | Hyouken no Majutsushi ga Sekai wo Suberu: Sekai Saikyou no Majutsushi de Aru Shounen wa, Majutsu Gakuin ni Nyuugaku Suru (6)  | Ngày 8 tháng 10 năm 2021   | Ngày 8 tháng 10 năm 2021 | 978-4-06-525132-4 |
| 7  | Hyouken no Majutsushi ga Sekai wo Suberu: Sekai Saikyou no Majutsushi de Aru Shounen wa, Majutsu Gakuin ni Nyuugaku Suru (7)  | Ngày 7 tháng 1 năm 2022    | Ngày 7 tháng 1 năm 2022  | 978-4-06-526593-2 |
| 8  | Hyouken no Majutsushi ga Sekai wo Suberu: Sekai Saikyou no Majutsushi de Aru Shounen wa, Majutsu Gakuin ni Nyuugaku Suru (8)  | Ngày 9 tháng 5 năm 2022    | Ngày 9 tháng 5 năm 2022  | 978-4-06-527842-0 |
| 9  | Hyouken no Majutsushi ga Sekai wo Suberu: Sekai Saikyou no Majutsushi de Aru Shounen wa, Majutsu Gakuin ni Nyuugaku Suru (9)  | Ngày 8 tháng 7 năm 2022    | Ngày 8 tháng 7 năm 2022  | 978-4-06-528384-4 |
| 10 | Hyouken no Majutsushi ga Sekai wo Suberu: Sekai Saikyou no Majutsushi de Aru Shounen wa, Majutsu Gakuin ni Nyuugaku Suru (10) | Ngày 7 tháng 10 năm 2022   | Ngày 7 tháng 10 năm 2022 | 978-4-06-529404-8 |
| 11 | Hyouken no Majutsushi ga Sekai wo Suberu: Sekai Saikyou no Majutsushi de Aru Shounen wa, Majutsu Gakuin ni Nyuugaku Suru (11) | Ngày 6 tháng 1 năm 2023    | Ngày 6 tháng 1 năm 2023  | 978-4-06-530333-7 |
| 12 | Hyouken no Majutsushi ga Sekai wo Suberu: Sekai Saikyou no Majutsushi de Aru Shounen wa, Majutsu Gakuin ni Nyuugaku Suru (12) | Ngày 7 tháng 4 năm 2023    | Ngày 7 tháng 4 năm 2023  | 978-4-06-531038-0 |
| 13 | Hyouken no Majutsushi ga Sekai wo Suberu: Sekai Saikyou no Majutsushi de Aru Shounen wa, Majutsu Gakuin ni Nyuugaku Suru (13) | Ngày 8 tháng 8 năm 2023    | Ngày 8 tháng 8 năm 2023  | 978-4-06-532597-1 |
| 14 | Hyouken no Majutsushi ga Sekai wo Suberu: Sekai Saikyou no Majutsushi de Aru Shounen wa, Majutsu Gakuin ni Nyuugaku Suru (14) | Ngày 9 tháng 11 năm 2023   | Ngày 9 tháng 11 năm 2023 | 978-4-06-533507-9 |
| 15 | Hyouken no Majutsushi ga Sekai wo Suberu: Sekai Saikyou no Majutsushi de Aru Shounen wa, Majutsu Gakuin ni Nyuugaku Suru (15) | Ngày 8 tháng 2 năm 2024    | Ngày 8 tháng 2 năm 2024  | 978-4-06-533507-9 |

## Âm nhạc

### Soundtrack
| #  | Tựa đề gốc               | Nghệ sĩ         | Nghệ sĩ         | Thời lượng |
| #  | Tựa đề gốc               | Soạn nhạc       | Biên khúc       | Thời lượng |
| -- | ------------------------ | --------------- | --------------- | ---------- |
| 1  | アーノルド魔術学院       | Tabuchi Natsumi | Tabuchi Natsumi | 02:10      |
| 2  | マギクスシュバリエ       | Saiki Tatsuhiko | Saiki Tatsuhiko | 01:38      |
| 3  | オーディナリー           | Saiki Tatsuhiko | Saiki Tatsuhiko | 01:42      |
| 4  | レベッカ                 | Tabuchi Natsumi | Tabuchi Natsumi | 01:39      |
| 5  | 女の園                   | Saiki Tatsuhiko | Saiki Tatsuhiko | 01:46      |
| 6  | 漢の園                   | Tabuchi Natsumi | Tabuchi Natsumi | 01:46      |
| 7  | 淡い恋心                 | Saiki Tatsuhiko | Saiki Tatsuhiko | 01:47      |
| 8  | Code Theory              | Saiki Tatsuhiko | Saiki Tatsuhiko | 01:47      |
| 9  | 魔物                     | Saiki Tatsuhiko | Saiki Tatsuhiko | 01:40      |
| 10 | 籠の中の鳥               | Tabuchi Natsumi | Tabuchi Natsumi | 02:04      |
| 11 | プリママテリア           | Tabuchi Natsumi | Tabuchi Natsumi | 02:09      |
| 12 | 学院生活                 | Tabuchi Natsumi | Tabuchi Natsumi | 02:05      |
| 13 | 過酷な過去               | Saiki Tatsuhiko | Saiki Tatsuhiko | 01:44      |
| 14 | アイシクルブレイズ       | Saiki Tatsuhiko | Saiki Tatsuhiko | 01:45      |
| 15 | 募る不安                 | Saiki Tatsuhiko | Saiki Tatsuhiko | 01:41      |
| 16 | 苦しみ                   | Saiki Tatsuhiko | Saiki Tatsuhiko | 01:48      |
| 17 | かけがえのない仲間       | Tabuchi Natsumi | Tabuchi Natsumi | 02:18      |
| 18 | Nice Bulk                | Tabuchi Natsumi | Tabuchi Natsumi | 01:33      |
| 19 | カフカの森               | Tabuchi Natsumi | Tabuchi Natsumi | 02:53      |
| 20 | アメリア                 | Saiki Tatsuhiko | Saiki Tatsuhiko | 01:37      |
| 21 | 優生機関                 | Tabuchi Natsumi | Tabuchi Natsumi | 02:07      |
| 22 | 極東戦役                 | Tabuchi Natsumi | Tabuchi Natsumi | 01:49      |
| 23 | 和解                     | Saiki Tatsuhiko | Saiki Tatsuhiko | 02:06      |
| 24 | 蠢く闇                   | Saiki Tatsuhiko | Saiki Tatsuhiko | 02:01      |
| 25 | Boot Camp                | Tabuchi Natsumi | Tabuchi Natsumi | 01:30      |
| 26 | レンジャー!              | Tabuchi Natsumi | Tabuchi Natsumi | 01:40      |
| 27 | 生きる意味               | Tabuchi Natsumi | Tabuchi Natsumi | 02:09      |
| 28 | 恋愛フラグ               | Tabuchi Natsumi | Tabuchi Natsumi | 02:02      |
| 29 | 舞踏会                   | Tabuchi Natsumi | Tabuchi Natsumi | 01:44      |
| 30 | 勝利への覚悟             | Saiki Tatsuhiko | Saiki Tatsuhiko | 01:50      |
| 31 | オーバーヒート           | Tabuchi Natsumi | Tabuchi Natsumi | 01:52      |
| 32 | リディア                 | Saiki Tatsuhiko | Saiki Tatsuhiko | 02:28      |
| 33 | 冰剣の魔術師             | Saiki Tatsuhiko | Saiki Tatsuhiko | 01:36      |
| 34 | ダークトライアド         | Saiki Tatsuhiko | Saiki Tatsuhiko | 01:52      |
| 35 | 絶好調!                  | Saiki Tatsuhiko | Saiki Tatsuhiko | 01:43      |
| 36 | 七大魔術師               | Saiki Tatsuhiko | Saiki Tatsuhiko | 02:07      |
| 37 | 冰剣の魔術師 -Overdrive- | Saiki Tatsuhiko | Saiki Tatsuhiko | 01:45      |
| 38 | 栄光への道               | Tabuchi Natsumi | Tabuchi Natsumi | 01:33      |
| 39 | 女の闘い                 | Tabuchi Natsumi | Tabuchi Natsumi | 02:03      |
| 40 | 決戦                     | Saiki Tatsuhiko | Saiki Tatsuhiko | 02:00      |